# Zhou Shiming
Zhou Shiming (auch Zou Shiming oder Zhou Shi Ming; * 18. Mai 1981 in Zunyi, Guizhou) ist ein chinesischer Profiboxer und ehemaliger WBO-Weltmeister im Fliegengewicht.
Als Amateur wurde er unter anderem dreimal Weltmeister und zweimal Olympiasieger, womit er als der bisher erfolgreichste Amateurboxer in der Sportgeschichte Chinas gilt. 

## Karriere

### Amateur
Zhou Shiming boxte als Amateur im Halbfliegengewicht. Er gewann im asiatischen Raum jeweils die Silbermedaille bei den Ostasienspielen 2001 in Osaka sowie den Asienmeisterschaften 2004 in Puerto Princesa und 2007 in Ulaanbaatar. Er besiegte dabei unter anderem Amnat Ruenroeng und Birschan Schaqypow, eine seiner Niederlagen erlitt er gegen Pürewdordschiin Serdamba. Zudem gewann er jeweils die Goldmedaille bei den Asienspielen 2006 in Doha und 2010 in Guangzhou, wobei er unter anderem Suban Punnon, Jasurbek Latipov, Amnat Ruenroeng und Birschan Schaqypow schlagen konnte.
Bei den Weltmeisterschaften 2003 in Bangkok besiegte er Yan Barthelemí, Rudolf Dydi und Harry Tañamor, ehe er im Finale gegen Sergei Kasakow mit 19:23 ausschied und Silber gewann. Zudem gewann er 2004 noch eine Bronzemedaille bei den Olympischen Spielen in Athen. Nach Siegen gegen Rau’Shee Warren, Endalkachew Kebede und Aleksan Nalbandjan, verlor er im Halbfinale gegen Yan Barthelemí.
Anschließend blieb er in internationalen Großereignissen ungeschlagen. Er gewann 2005 die Weltmeisterschaften in Mianyang und 2007 die Weltmeisterschaften in Chicago, 2008 die Olympischen Spiele in Peking, 2011 die Weltmeisterschaften in Baku sowie 2012 die Olympischen Spiele in London. Dabei besiegte er Łukasz Maszczyk, Salim Salimow, Yan Barthelemí, Scheralij Dostijew, Pál Bedák, Constantin Paraschiv, Birschan Schaqypow (3), Dawid Airapetjan (2), Paddy Barnes (3), Nordine Oubaali (2), Harry Tañamor, Juan Medina, István Ungvári, Mark Barriga, Kaew Pongprayoon (2), Shin Jong-hun, Eduard Bermúdez, Pürewdordschiin Serdamba und Yosvany Veitía. 
Darüber hinaus ist er Gewinner der World University Boxing Championship 2004 in Antalya und der World Combat Games 2010 in Peking.

### Profi
Im April 2013 bestritt Shiming seinen ersten Kampf als Profi und gewann diesen gegen den Mexikaner Eleazar Valenzuela. Mit seinem fünften Sieg im Fünften Kampf gewann er im Juli 2014 gegen den Kolumbianer Luis de la Rosa den interkontinentalen Titel der WBO. Nach einem weiteren Ausscheidungskampf, den er ebenfalls gewann, trat Shiming im März 2015 gegen den Thailänder Amnat Ruenroeng in einem Kampf um den Weltmeistertitel der WBO an. Er verlor diesem Kampf jedoch mit 3:0 Punktrichterstimmen (drei Mal 111:16).
Durch anschließende Siege gegen Natan Coutinho und Jozsef Ajtai erhielt er eine erneute WM-Chance der WBO im Fliegengewicht und besiegte dabei den Thailänder Prasitsak Phaprom einstimmig nach Punkten. In der ersten Titelverteidigung verlor er am 28. Juli 2017 gegen Shō Kimura.